# Pierre-Ernest Weiss

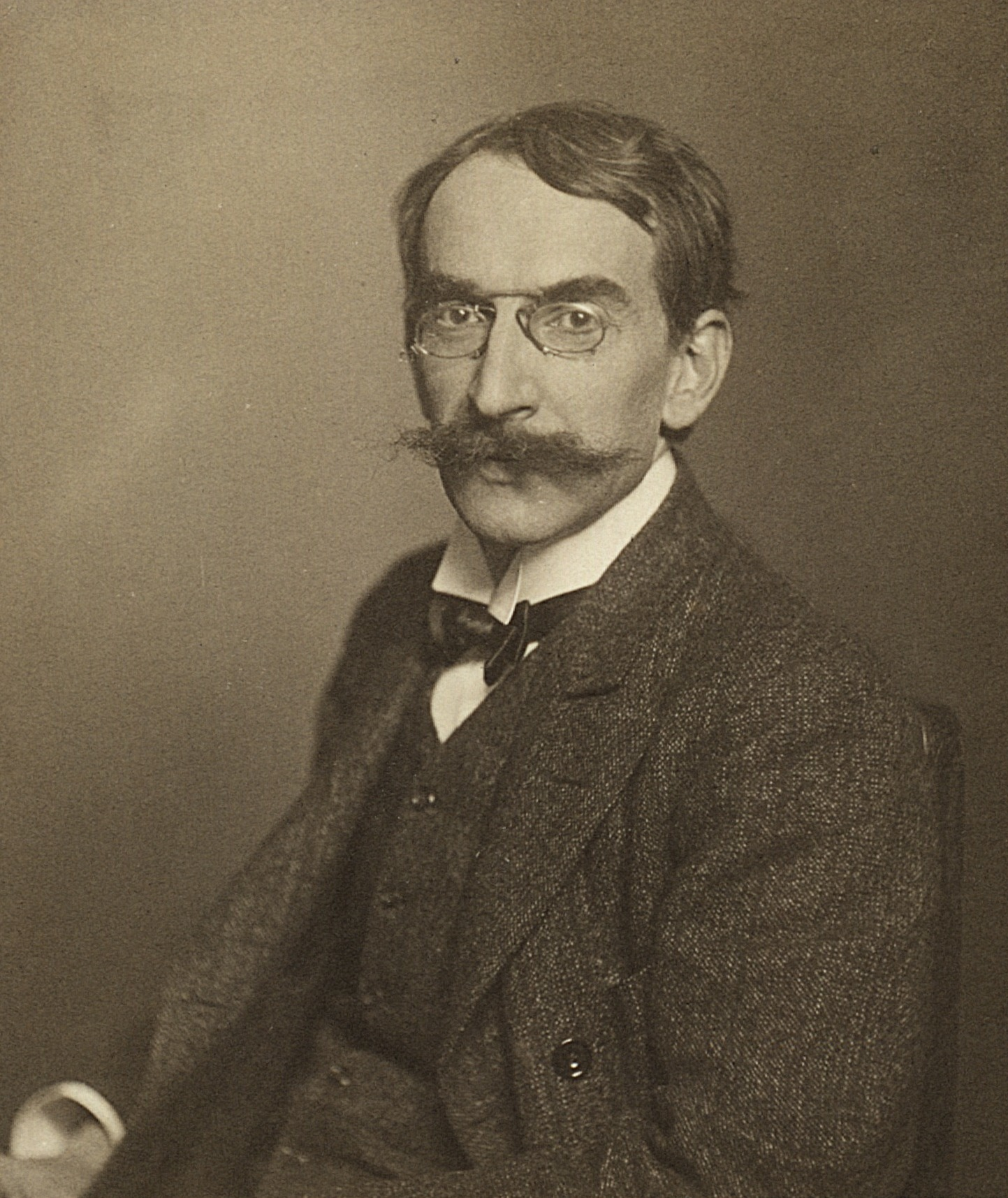
Pierre-Ernest Weiss

Pierre-Ernest Weiss (in deutscher Schreibweise manchmal Weiß, * 25. März 1865 in Mülhausen; † 24. Oktober 1940 in Lyon) war ein französischer Physiker.

## Biographie
1887 schloss Pierre-Ernest Weiss als Jahrgangsbester am Zürcher Polytechnikum sein Ingenieurstudium ab. Im darauf folgenden Jahr ging er an die École normale supérieure in Paris. In Frankreich begann er, sich mit Physik zu befassen und 1896 über „die Magnetisierung von kristallisiertem Magnetit und einigen Eisen- und Antimonlegierungen“ zu promovieren. Ein Jahr zuvor (1895) ging er an die Universität Rennes, 1899 an die von Lyon und 1902 wurde er an das Polytechnikum in Zürich berufen. Dort erhielt er ein Labor zur Untersuchung von magnetischen Phänomenen. 1908 war er Mitbegründer der Schweizerischen Physikalischen Gesellschaft. 1919 wurde er Leiter des Physikalischen Instituts der Universität Straßburg. 1926 wurde er Mitglied der Akademie der Wissenschaften in Paris. 1937 wurde er als auswärtiges Mitglied in die Königlich Niederländische Akademie der Wissenschaften aufgenommen.
Weiss legte die Grundlagen des Para- und Ferromagnetismus und für die Temperaturabhängigkeit der Magnetisierung. Er entdeckte die weissschen Bezirke und die quantenhaften Eigenschaften der magnetischen Momente (Magneton) in den Atomen. Außerdem entwickelte er das Curie-Gesetz von Pierre Curie weiter zum nach ihm mitbenannten Curie-Weiss-Gesetz. Mit seinem Freund Heike Kamerlingh Onnes befasste er sich mit Magnetismus bei sehr tiefen Temperaturen.

## Werke
Seine wichtigste Veröffentlichung war das Werk Le magnétisme im Jahre 1926.